# Kevin Quevedo
Kevin Martín Quevedo Mathey (Lima, 22 de fevereiro de 1997) é um jogador de futebol peruano que atua como atacante. Atualmente, joga no Alianza Lima.

## Carreira

### Universitario
A primeira experiência de Quevedo em uma academia de jovens foi no Alianza Lima em 2002. Mais tarde, ele foi transferido para a Academia Héctor Chumpitaz, que o criou e onde ele conseguiu passar por todas as fileiras. Ele teve uma temporada tão marcante em 2014 que, recomendado pelo ex-jogador de futebol do Universitario Héctor Chumpitaz, ele foi finalmente contratado pelo clube para jogar pelo time de reservas. Acredita-se erroneamente que ele jogou na academia de jovens do Universitario porque Quevedo jogou pelo time de Reservas antes de sua estréia profissional. A verdade é que Quevedo foi transferido para o Universitario em 2015, quando ele já tinha envelhecido, fez sua estreia competitiva em 13 de agosto de 2016 com o Universitario na Primera División peruana. O ícone peruano Roberto Challe foi o técnico que deu a Quevedo seus primeiros minutos no campeonato. Quevedo atuando como substituto nos últimos 21 minutos, terminando com uma derrota por 2 a 1 contra a Universidad Técnica de Cajamarca .

### Alianza Lima
Quevedo fez sua estreia no Alianza Lima em 12 de março de 2017 contra o Juan Aurich, terminando em 7–2 onde marcou 4 gols. O Alianza Lima acabaria ganhando o título naquela temporada. Ele estreou na Copa Sudamericana em 31 de maio de 2017 contra o Club Atlético Independiente.
Na temporada de 2018, ele jogou 38 jogos e marcou 4 gols. Ele ajudou o Alianza Lima terminar a temporada em segundo lugar.